# Augustus Asplet Le Gros
Augustus Asplet Le Gros, o Augustus Aspley Le Gros, (Saint Hélier, 14 de abril de 1840-Saint Hélier, 3 de diciembre de 1877) fue un poeta y juez de la corte del bailiazgo de Jersey.
August Le Gros nació y creció en Saint-Pierre. Fue uno de los primeros del Colegio Victoria fundado en 1851, entró en un gabinete como jurista, pero abandonó sus estudios para dedicarse a la granja de su abuelo en Saint-Pierre. En 1865, fue elegido secretatrio de la Sociedad Real Agrícola y Hortícola de Jersey. En 1873, los habitantes del lugar, lo eligen condestable de las Islas Anglonormandas. 
En 1873, formó parte de la Sociedad Jerseyesa, en la que más tarde sería primer secretario. Comenzó un diccionario de jerseyés que más tarde acabaría esta sociedad en 1924. Sus poesías fimadas como A.A.L.G., en jerseyés, francés e inglés a parecieron en publicaciones de Jersey y Guernesey. Su estilo era sobre todo lírico.

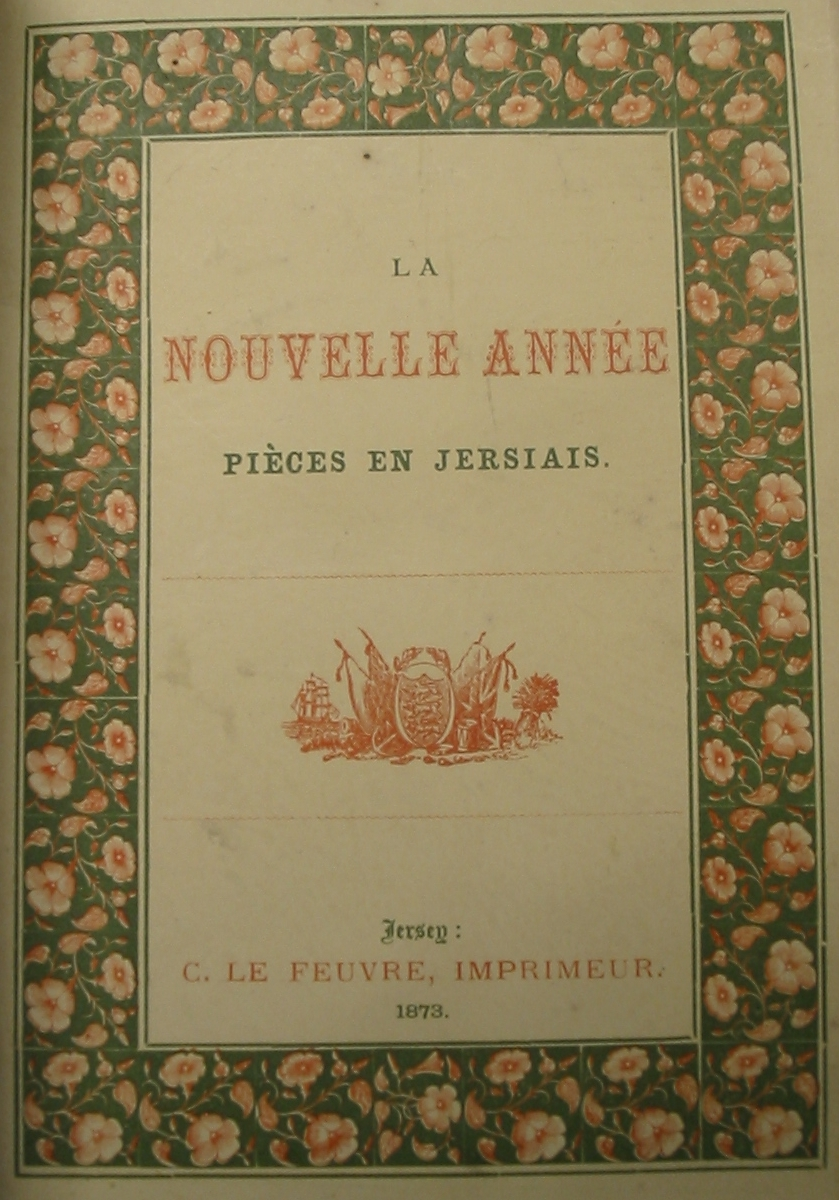
La Nouvelle Année, revue éditée par A.A. Le Gros.

Le Gros publicó durante ocho años una revista anual de poesía en jerseyés y guerneseyés y dos tomos de poesía en inglés Poems for Home and Fireside (Londres, 1863) y Poems (Londres, 1868), así como la historia del Castillo de Monteorgullo (Château de Mont-Orgueil, Mont Orgueil Castle) de Jersey : Mont Orgueil Castle: Its History and Ruins. En 1875, lo eligieron juez y falleció a los 37 años en 1877.